# Belören, Bucak
Belören là một xã thuộc huyện Bucak, tỉnh Burdur, Thổ Nhĩ Kỳ. Dân số thời điểm năm 2010 là 57 người.